# Staffan Aspegren
Erik Staffan Aspegren, född 25 oktober 1957 i Västerås i Västmanlands län, är en svensk teater-, musikal- och operaregissör. 

## Biografi
Staffan Aspegren växte upp i Östergötland. Han är son till ingenjören Jan Aspegren och folkskolläraren Ulla Schenholm samt äldre bror till teaterledaren Magnus Aspegren.
Staffan Aspegren arbetade mellan 1985 och 1990 på Stora Teatern i Göteborg som regissör och konstnärlig ledare för Lillan, Stora Teaterns scen för barn och unga. Han var t.f. Konstnärlig chef för Göteborgsoperans invigningssäsong och han regisserade Invigningen med Sveneric Goude i direktsändning för SVT 1994.  
1991-1992 var Aspegren lyrisk chef vid Malmö Stadsteater (idag Malmöoperan)
Bland hans uppsättningar på Göteborgsoperan kan nämnas Madama Butterfly, West Side Story, Macbeth, Sound of Music (2004) och A Chorus Line samt Kiss Me, Kate och Läderlappen i en göteborgsk version signerad Calle Norlén. 
På Norrlandsoperan har han bland annat regisserat Eugen Onegin (1988), Rusalka (2006) West Side Story (2010) i samarbete med Fredrik "Benke" Rydman samt operan Snödrottningen 2013. Han är ständig samarbetspartner med scenografer/kostymtecknare som Bente Rolandsdotter, Camilla Thulin, Bengt Gomér, Bengt Fröderberg och Elisabeth Åström.
Aspegren är verksam som pedagog på operahögskolorna i Stockholm och Göteborg samt på Balettakademien i Göteborg.  
Bland hans internationella uppsättningar kan nämnas Sweeney Todd (en av fyra versioner av Stephen Sondheims thrillermusikal - Göteborg, Malmö, Helsingfors och åter i Göteborg med en internationell ensemble) på Finlands nationalopera, West Side Story på Romoperan och Antonín Dvořáks Rusalka samt Jules Massenets Werther på Capetown Opera. I Danmark har han regisserat Chess på Århus teater och är en stående gäst på Øresundsoperan där han bland annat regisserat Opera On Location och La traviata. 
Aspegren har gästat samtliga svenska operahus med opera- och musikaluppsättningar. Inom svensk teater har han bland annat satt upp En kul grej hände på väg till Forum på Östgötateatern, Amadeus på Stockholms stadsteater, Cooking with Elvis på Göteborgs stadsteater, En midsommarnattsdröm på Västerbottensteatern och Full galopp på Fria Teatern. Aspegren har även regisserat radioteater, exempelvis Dracula av Bram Stoker i en version av Carina Rydberg för Radioteatern i Stockholm där han även skrivit och regisserat musikalen Hundringar (2013) i samarbete med Ulf Nordquist. 2013 gjorde han en uppmärksammad uppsättning med Skandinavienpremiären av Sondheims kontroversiella musikal Assassins. Staffan Aspegren har regisserat Europapremiären av The Wedding Singer (2007).
Staffan Aspegren har varit Adjungerad Professor i Scenisk gestaltning inriktning musikdramatik vid Högskolan för scen och musik vid Göteborgs universitet. 
Hösten 2014 regisserade han Ringaren i Notre Dame på Moomsteatern i Malmö. Han skriver även musikallibretton, bland annat musikalen om Ingrid Bergman, Camera,  som under våren 2015 gjordes som readings och en workshop på Östgötateatern. Musikalen fick sin premiär där 2018. Camera hade sin andra premiär 2020 på Kulturhuset SPIRA (Smålands musik och teater) i Jönköping.
2015 utsågs han till ny konstnärlig chef för Smålands Musik och Teater i Jönköping. En tjänst han lämnade efter sju framgångsrika år där han etablerade musikalen som en egen konstform med stor publiktillströmning som resultat.
Han bor numera i Skåne och ägnar större delen av sin tid till frilansuppdrag, främst inom opera men även som konsult i tillblivelsen av nya verk inom musikalgenren.
Han skriver sin tredje musikal "Kalkonpojken" i samarbete med kompositör Thomas Sundström.
I dag räknas Aspegren som en av Skandinaviens ledande scenkonstnärer inom sin genre.

## Teater

### Regi (i urval)
| År   | Produktion                                     | Upphovsmän | Teater                           |
| ---- | ---------------------------------------------- | --- | -------------------------------- |
| 1988 | Eugen Onegin                                   | | Norrlandsoperan                  |
| 1996 | My Fair Lady                                   | | Oscarsteatern                    |
| 1997 | Sweeney Todd                                   | Stephen Sondheim | Finlands nationalopera           |
| 1999 | La Bohème                                      | | Folkoperan                       |
| 1999 | Maskeradbalen Un ballo in maschera             | Giuseppe Verdi och Antonio Somma                                                                                      | Musikteatern i Värmland          |
| 2000 | West Side Story                                | | Romoperan                        |
| 2001 | En kul grej hände på väg till Forum            | Stephen Sondheim | Östgötateatern                   |
| 2002 | A Chorus Line                                  | James Kirkwood, Nicholas Dante, Edward Kleban och Marvin Hamlisch Översättning Erik Fägerborn                         | Göteborgsoperan                  |
| 2003 | Sound of Music                                 | Richard Rodgers, Oscar Hammerstein, Howard Lindsay och Russel Crouse Översättning Staffan Götestam och Erik Fägerborn | Göteborgsoperan                  |
| 2004 | Cooking With Elvis                             | Lee Hall Översättning Ulrica Johnsson                                                                                 | Göteborgs stadsteater            |
| 2005 | Amadeus                                        | Peter Shaffer | Stockholms stadsteater           |
| 2006 | Rusalka                                        | | Cape Town Opera/ Norrlandsoperan |
| 2007 | Sjökor och Stekare                             | | Norrlandsoperan                  |
| 2007 | The Wedding Singer                             | | Värmlandsoperan                  |
| 2008 | Werther                                        | | Cape Town Opera                  |
| 2008 | Jekyll & Hyde – the musical                    | | Chinateatern                     |
| 2010 | West Side Story                                | Leonard Bernstein och Stephen Sondheim                                                                                | Norrlandsoperan                  |
| 2011 | Joseph and the amazing technicolor dreamcoat   | Andrew Lloyd-Webber och Tim Rice                                                                                      | Oscarskyrkan                     |
| 2013 | Assassins                                      | Stephen Sondheim | Södra Teatern                    |
| 2013 | Snödrottningen                                 | | Norrlandsoperan                  |
| 2014 | Great Expectations (Ariadne, Erwartung, Faust) | Div. | OHS/Folkoperan                   |
| 2014 | Mass                                           | Leonard Bernstein | Oscarskyrkan                     |
| 2016 | Spelman på Taket                               | Joseph Stein | Smålands Musik och Teater        |
| 2020 | Camera                                         | Aspegren/Sääf | Smålands Musik och Teater        |

- Cooking with Elvis, Göteborgs stadsteater
- En midsommarnattsdröm, Västerbottensteatern